# Gilberto Pogliano
Gilberto Pogliano (né le 2 février 1908 à Turin en Italie et mort le 12 juillet 2002) est un joueur de football italien, qui jouait au poste d'attaquant.

## Biographie
Au cours de sa carrière d'une dizaine d'années, l'attaquant Pogliano a joué avec les clubs de Coni, de la Juventus (où, bien que ne jouant qu'une seule rencontre avec le club, le 4 janvier 1931 lors d'une défaite 2-1 contre Modène, il remporte le scudetto de 1930-31), de Catane, de Parme, de Cremonese, de Varèse, et enfin de l'Acqui.

## Palmarès
Juventus
- Championnat d'Italie (1) :
  - Champion : 1930-31.